# Stenocercus pectinatus
Stenocercus pectinatus är en ödleart som beskrevs av  Duméril och BIBRON 1835. Stenocercus pectinatus ingår i släktet Stenocercus och familjen Tropiduridae. Inga underarter finns listade i Catalogue of Life.